# 工藤十三雄

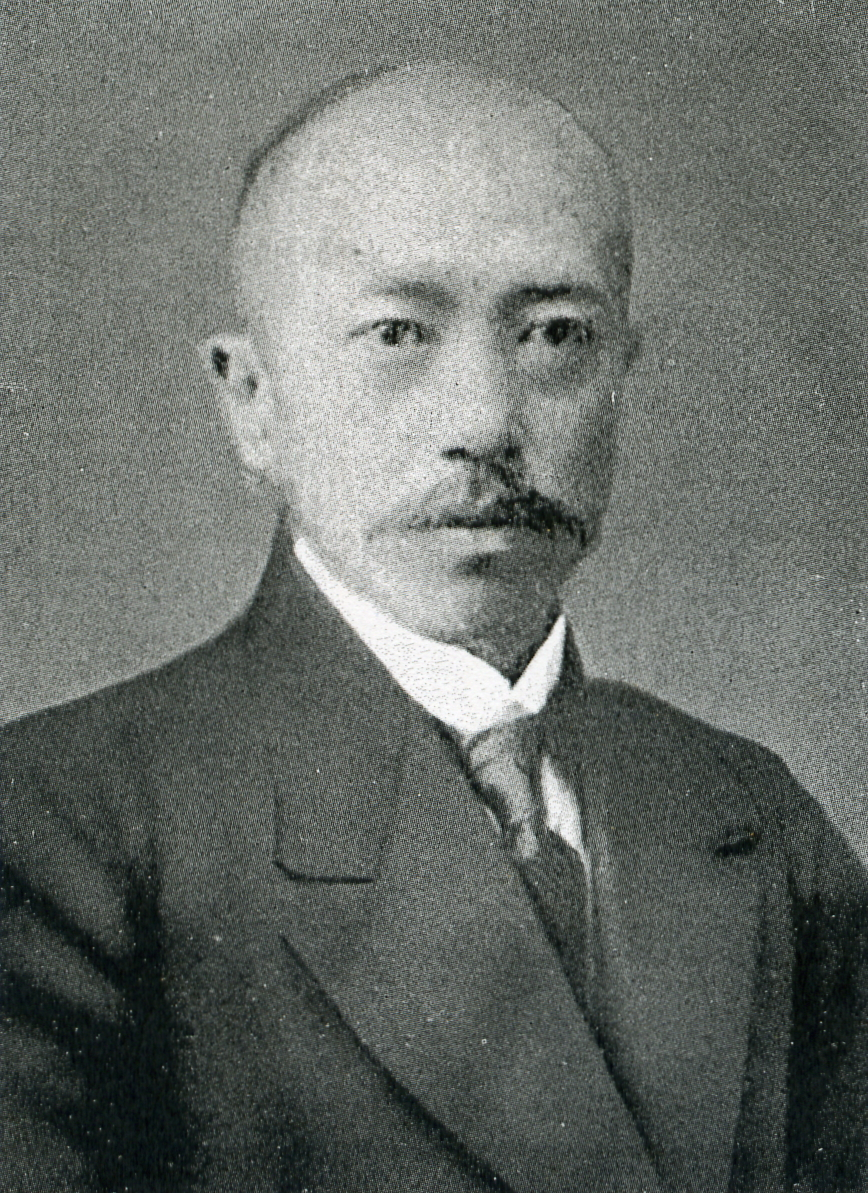
工藤十三雄

工藤 十三雄（くどう とさお、1880年（明治13年）5月16日 – 1950年（昭和25年）12月17日）は、衆議院議員（政友本党→立憲政友会）、ジャーナリスト。

## 経歴
弘前市出身。東京帝国大学法科大学独法科を中退後、時事新報の記者となった。東洋拓殖株式会社嘱託を経て、郷里で陸奥日報社や弘前新聞社の経営にあたった。
1924年（大正13年）、第15回衆議院議員総選挙に出馬し、当選。6期連続当選を果たした。その間、平沼内閣で鉄道政務次官を務めた。
1942年（昭和17年）、第21回衆議院議員総選挙では大政翼賛会の推薦を受けたが落選した。戦後、公職追放となる。1951年（昭和26年）追放解除。
その他、石川島飛行機製作所顧問を務めた。